# James Hutton
James Hutton (Edimburg, 14 de juny de 1726 (3 de juny, segons el calendari julià) – Edimburg, 26 de març de 1797), va ser un geòleg escocès, naturalista, químic i fins i tot es va dedicar a la pagesia. Va formular la teoria plutonista i l'actualista (o uniformitarista). És considerat com a pare de la geologia moderna.

## Biografia
Va ser escolaritzat a la Royal High School d'Edimburg i, després, a la universitat de la mateixa ciutat. Tot i que va treballar com a aprenent d'advocat el 1743-1744, es va apassionar per la investigació científica i va tornar a la universitat el 1744. El curs 1746/1747 el va fer a la universitat de París i els dos cursos següents a la de Leiden, en la qual es va graduar en medicina el 1749.
Això no obstant va abandonar la professió mèdica, es va quedar residint a Londres a partir de 1749 i es va associar amb un company d'estudis, John Davie, per crear una fàbrica química a Edimburg que va tenir notable èxit fabricant sals amoniacals.
El 1752, com que havia heretat del seu pare dues explotacions agràries, una a Nether Monynut i l'altra a Slighhouses (les dues a Berwickshire, no gaire lluny d'Edimburg), decideix dedicar-se a l'agricultura. Va estar a Norfolk a i a  d'altres indrets de França i Holanda per a aprendre la feina de pagès durant dos anys abans d'instal·lar-se a la seva granja de Slighhouses, en la qual va residir durant catorze anys, introduint nous mètodes d'agricultura i aficionant-se a l'estudi dels minerals i de la Terra.
Més tard, el 1768, va traslladar-se a Edimburg on va viure amb les seues tres germanes i envoltat d'amics literats i científics que l'estimulaven en les seues investigacions.
Va deixar publicats treballs molt importants entre els quals cal destacar la seva obra més notable: la Theory of the Earth (Teoria de la Terra), ((1785).
Hutton, al llarg dels anys va crear una col·lecció notable de mostres geològiques, que, en morir, va legar al Museu d'Historia Natural de la universitat d'Edimburg. Malauradament, el conservador del museu, el professor Robert Jameson era un neptunista convençut i, no solament no li va prestar atenció, sinó que la va desorganitzar fent que perdés el seu valor científic.

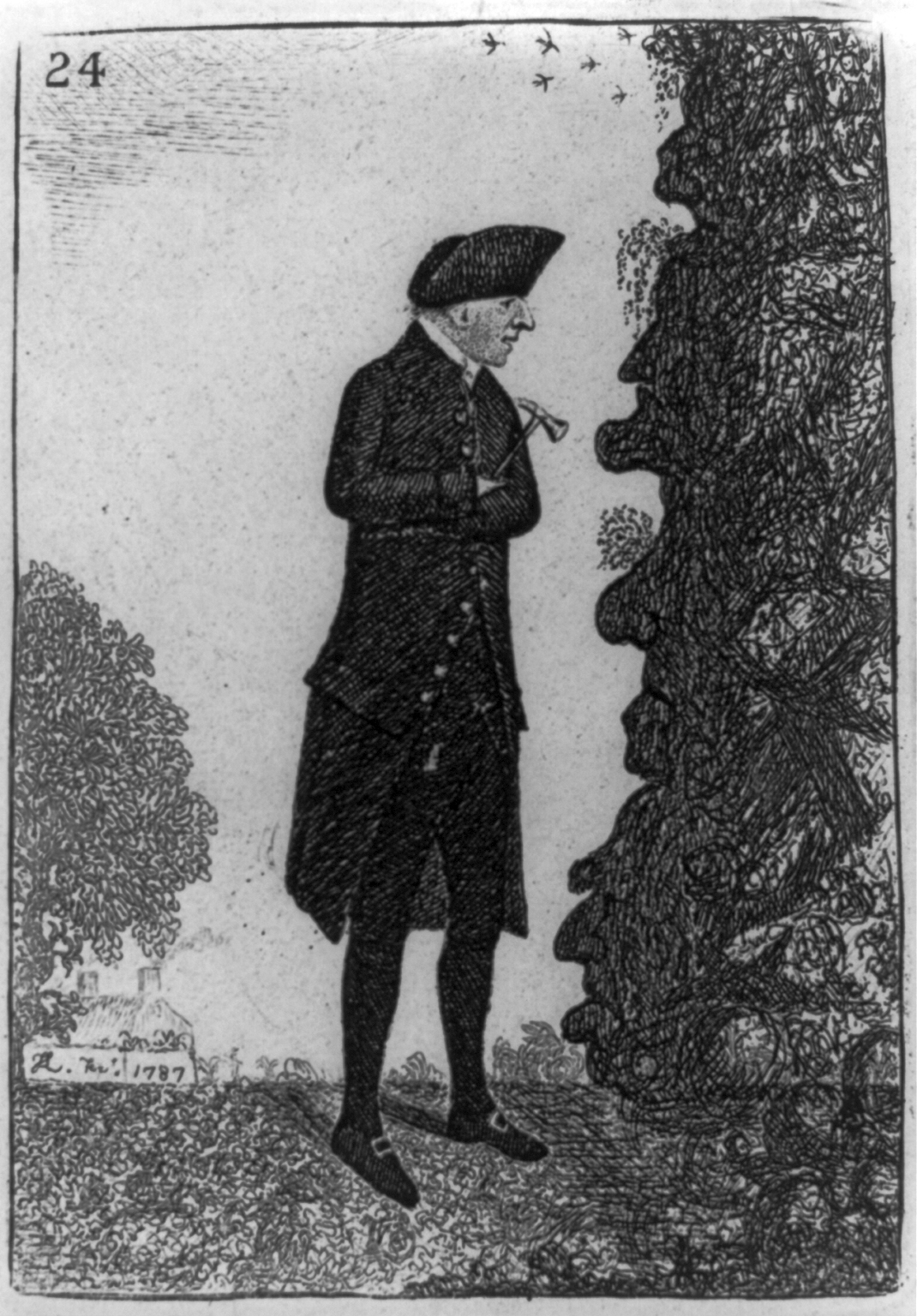
Caricatura de Hutton buscant pedres per John Kay (1787).

## El temps en geologia
James Hutton va ser dels primers a comprendre el paper fonamental dels agents exògens en el modelat de la superfície terrestre i va intuir el paper determinant del factor temps en geologia. Va ser el primer gran estudiós a intuir l'antiguitat de la Terra: molts milions d'anys, no els 6.000 anys que li atribuïen sobre la base d'una grotesca interpretació literal de la Bíblia. Hutton defensava una visió racional de la ciència, sense prejudicis.

## L'Actualisme
Va ser el fundador d'aquesta escola de pensament, fecunda encara avui, que és l'Actualisme (o Uniformitarisme), defensada també per Charles Lyell i John Playfair. El principi de l'actualisme, pedra angular de la paleoecologia, afirma que això que veiem que succeeix avui (en àmbit astronòmic, geològic, paleontològic, etc.), pot ésser usat per interpretar allò que ha succeït en el passat.

## El Plutonisme
James Hutton va esdevenir el principal exponent del Plutonisme com a contraposició al Neptunisme (teoria proposada per Abraham Gottlob Werner, segons la qual un temps la Terra havia estat tota coberta d'aigua). La teoria de Hutton, encara que no desconeixia els mecanismes dels sediments propugnada pels neptunistes, afirmava que l'origen de moltes roques (basalts i granits), era magmàtica.
Hutton va ser el primer a reconèixer la naturalesa de les roques intrusives i a fer una hipòtesi sobre el seu origen d'un magma primordial. També va fer hipòtesis sobre la sortida de la calor terrestre a través de les erupcions volcàniques que, al mateix temps, determinaven un alçament del terreny que posteriorment era erosionat. L'originalitat del seu pensament consisteix en la formulació d'un model cíclic de l'evolució de la Terra, associat íntimament al concepte d'actualisme.

### Obres pròpies
- James Hutton's System of the Earth, 1785, Theory of the Earth, 1788. Observations on granite, 1794; together with Playfair's biography of Hutton, introduction by Victor A. Eyles, foreword by George W. White, Darien, Conn., Facsimiles of the original editions.
- James Hutton, An investigation of the principles of knowledge: and of the progress of reason, from sense to science and philosophy, with a new introduction by Jean Jones and Peter Jones, Bristol: Thoemmes, 1999.
- James Hutton, Elements of Agriculture, 1797.